# Metakereső
A metakereső (előfordul még a meta kereső és a meta-kereső írásmód is) egy olyan keresőmotor, amely továbbküldi a felhasználó kérését több más keresőnek és/vagy adatbázisnak, és az azokból visszakapott találatokat összegzi. Lehetővé teszi a felhasználó számára, hogy a keresőkérdést egy alkalommal vigye be, közben egyszerre több keresőt elérve. Mivel a teljes világháló katalogizálásának kérdése megoldatlan, felmerült az ötlet, hogy egyszerre több keresési forrást keressünk, anélkül, hogy azokat a keresőket egyenként kellene meglátogatnunk. A könnyű használhatóság és a sokszor könnyebben megtalált eredmények teszik kedveltté ezeket a szolgáltatásokat. Egy másik felhasználási terület a tudományos élet, ahol az információk nagy része a hagyományos keresőprogramok által elérhetetlen adatbázisokban van (például publikációs adatbázisok). Sok esetben hasznos az is, hogy segítségükkel körülhatárolható a keresett források köre, ami a megbízhatóságot növeli.
A metakeresők virtuális adatbázist hoznak létre. Nem katalogizálják önmaguk a webet, hanem elküldik a felhasználó kérését több különböző forráshoz, és aztán az eredményekből egy egységes találati listát készítenek valamilyen algoritmus alapján.  
Nincs két egyforma metakereső.  Némelyik csak a legnépszerűbb keresőket keresi, mások kevésbé ismert forrásokra is hivatkoznak. Abban is különböznek, hogyan jelenítik meg a találatokat. Némelyik forrásonként teszi meg ezt, mások egy közös listát készítenek a találatokból, amikből ki is szűrik a duplikátumokat (olyan eredményeket, amelyeket több forrás is visszaadott), illetve valamilyen szempontrendszer alapján fontossági (relevancia) sorrendbe is rendezik azokat.
Az eredmények természetesen nagyon különböznek attól függően, hogy milyen keresési forrásokat használnak, mégis még a legegyszerűbb metakeresők is a világháló nagyobb területét teszik kereshetővé azáltal, hogy több kereső adatbázisát kombinálják.

## Külső hivatkozások
- Magyar metakeresők[halott link]
- Miért érdemes metakeresőt használni?
- Használati utasítás a metakeresőkhöz A Berkeley Egyetemen készült írás, amelyben végül a metakeresők használata ellen foglalnak állást (angol nyelvű)
- Metakeresés: Több fej jobb mint egy? A Berkeley véleményének cáfolata (angol nyelvű)